# 나씽 벗 띠브스
나씽 벗 띠브스(영어: Nothing but Thieves)는 잉글랜드의 록 밴드다. 2012년 사우스엔드온시에서 결성되었다. 보컬리스트 겸 기타리스트 코너 메이슨, 기타리스트 조 랭그리지브라운, 기타리스트 겸 키보디스트 도미닉 크레이크, 베이시스트 필립 블레이크, 드러머 제임스 프라이스로 구성되어 있다. 2014년에 RCA 레코드와 계약을 맺었고 1년 후인 2015년 10월에 데뷔 앨범 Nothing but Thieves을 발매했다.